# Oppegård
Oppegård war eine norwegische Kommune im Fylke Akershus. Oppegård lag im südlichen Vorortbereich von Oslo. Der Sitz der Verwaltung war in Kolbotn. Weitere Ortschaften sind Sofiemyr, Tårnårsen, Trollåsen und Svartskog.
Oppegård ging im Rahmen der landesweiten Kommunalreform zum 1. Januar 2020 in die neu gegründete Kommune Nordre Follo über. In der Gemeinde lag ein Teil des Sees Gjersjøen. 
Der spätere Außenminister Norwegens und Botschafter in Wien, Jan Petersen, war von 1975 bis 1981 Bürgermeister von Oppegård.